# Eumene III
Eumene (in greco antico: Εὐμένης?, Eyménēs; in latino Eumenes; ... – Roma, 129 a.C.), originariamente Aristonico (in greco antico: Ἀριστόνικος?, Aristónikos; in latino Aristonicus) e chiamato nella storiografia moderna Eumene III, è stato un sovrano pergameno, re di Pergamo in opposizione alla Repubblica romana.
Il suo breve regno è notevole per il suo tentativo di instaurare uno stato, Heliopolis, in cui tutti fossero liberi e non vi fosse schiavitù.

## Biografia
Quando il re di Pergamo Attalo III morì nel 133 a.C., lasciò il proprio regno in eredità alla Repubblica romana, ma i Romani non furono rapidi ad assicurarsi il potere, lasciando spazio per un pretendente al trono locale. Sorse allora Aristonico, che affermò di essere il figlio illegittimo di un precedente sovrano pergameno, Eumene II (197-160 a.C.), padre di Attalo III: Aristonico palesò la propria aspirazione al trono e assunse il nome di Eumene III, con chiari significati dinastici.
Inizialmente cercò il sostegno delle città greche sulla costa promettendo loro l'indipendenza, ma, non avendo ottenuto alcun successo, progettò delle riforme di vasto impatto sociale. Eumene III, infatti, chiese il sostegno delle città all'interno dell'Asia minore promettendo di rendere liberi tutti gli schiavi; ricevette anche il sostegno dello stoico Blossio di Cuma, già sostenitore del riformatore sociale romano Tiberio Sempronio Gracco, e promise di fondare uno stato, di nome Heliopolis, in cui tutti sarebbero stati liberi. Quanto queste promesse fossero il segno di una volontà di riforma sociale o il tentativo di assicurarsi il sostegno sociale contro i Romani non è chiaro.
Nel 131 a.C. i Romani gli inviarono contro un esercito comandato da Publio Licinio Crasso Muciano, il quale fu però ucciso. I Romani inviarono allora un secondo esercito al comando del console del 130 a.C., Marco Perperna, il quale sconfisse e catturò Eumene, la cui rivolta fu definitivamente domata dal console Manio Aquilio nel 129 a.C., quando il prigioniero fu condotto in parata per le vie di Roma e poi giustiziato per strangolamento.